# Parnell (Iowa)
Parnell és una població dels Estats Units a l'estat d'Iowa. Segons el cens del 2000 tenia 220 habitants.

## Demografia
Segons el cens del 2000, Parnell tenia 220 habitants, 91 habitatges, i 52 famílies. La densitat de població era de 499,7 habitants/km².
Dels 91 habitatges en un 36,3% hi vivien nens de menys de 18 anys, en un 46,2% hi vivien parelles casades, en un 8,8% dones solteres, i en un 41,8% no eren unitats familiars. En el 34,1% dels habitatges hi vivien persones soles el 16,5% de les quals corresponia a persones de 65 anys o més que vivien soles. El nombre mitjà de persones vivint en cada habitatge era de 2,42 i el nombre mitjà de persones que vivien en cada família era de 3,26.
Per edats la població es repartia de la següent manera: un 30,9% tenia menys de 18 anys, un 7,3% entre 18 i 24, un 27,7% entre 25 i 44, un 19,1% de 45 a 60 i un 15% 65 anys o més.
L'edat mediana era de 34 anys. Per cada 100 dones de 18 o més anys hi havia 92,4 homes.
La renda mediana per habitatge era de 36.667 $ i la renda mediana per família de 47.500 $. Els homes tenien una renda mediana de 27.059 $ mentre que les dones 22.500 $. La renda per capita de la població era de 19.293 $. Entorn del 3,8% de les famílies i el 6,2% de la població estaven per davall del llindar de pobresa.

## Poblacions més properes
El següent diagrama mostra les poblacions més properes.